# Pingu
Pingu er en schweizisk-britisk animeret tv-serie for børn, der oprindeligt kørte på Schweizer Radio und Fernsehen fra 1990 til 2006. Serien handler om den lille pingvin Pingu, der bor i Antarktis med sin familie og venner. Serien er skabt af Otmar Gutmann og Erika Brueggemann. I alt blev 157 afsnit i seks sæsoner produceret.
Pingu fik hurtigt international succes og har været sendt i mange lande. En af grundene til succesen er, at serien ikke bruger normal eftersynkroniseret dialog, men i stedet en form for pengvinsprog. Carlo Bonomi (1937-2022) var manden bag alle stemmerne i seriens første fire sæsoner. Bonomi er også kendt som stemmen bag La Linea. Da serien blev solgt til HIT Entertainment i England, blev Bonomi erstattet af Marcello Magni og David Sant, da han blev anset for at være for gammel til jobbet.
I Danmark har serien været sendt på DR1 og DR Ramasjang af flere omgange.